# 열대성 스프루
열대성 스프루(熱帶性 -, tropical sprue)는 소장이 지방질·비타민·무기질 등을 흡수하는 데 장애가 생기는 것이 특징인 후천성 질병으로 원인은 알려져 있지 않으나 감염·기생충감염증·비타민결핍증·식중독 등이 원인일 것으로 추측된다. 카리브 연안, 동남아시아, 인도 및 쌀을 주식으로 하는 지역에서 주로 발견된다.

## 같이 보기
- 비열대성 스프루(nontropical sprue) - 비슷한 질병